# 卡馬拉邁
卡馬拉邁是尼泊爾的市鎮，位於該國東部，由巴格馬蒂省負責管轄，海拔高度510米，該鎮東北10公里有一處城堡遺址，2011年人口39,413。